# Берлов, Михаил Николаевич
Михаил Иванович Берлов (1867—1935) — русский инженер-механик, первый ректор Иваново-Вознесенского политехнического института.

## Биография
Родился 22 мая 1867 года[по какому календарю?] в Херсонской губернии. Окончил реальное училище во Владикавказе, затем работал на Николаевской железной дороге. В 1885 году поступил на механическое отделение Санкт-Петербургского технологического института.
По окончании технологического института в 1891 году поступил помощником механика на орудийный завод в Санкт-Петербурге. В 1892 году перешёл на Невский механический завод, в 1894 году на Шосткинский пороховой завод, где работал старшим механиком строительной комиссии по переустройству производства бездымного пороха.
В 1896 году уехал за границу. Посетил многие заводы и железнодорожные мастерские, знакомясь с современным машиностроением. В 1897 году в Льеже окончил Электротехнический институт Монтефиоре, получив звание инженера-электрика. Вернувшись в Россию, получил должность ассистента по прикладной механике в Рижском политехническом институте. Затем он был избран доцентом и в 1899 году стал адъюнкт-профессором. Читал курсы: детали машин, механическая теория тепла с приложениями, паровозы; руководил проектированием паровозов и паровых машин. Одновременно, в 1898—1903 годах был инженером Риго-Орловской железной дороги по проектированию и разработке технических сооружений. Помимо преподавательской работы, вёл обширную деятельность по подготовке учебных изданий. Его монография «Детали машин», впервые вышедшая в Риге в 1902 году, впоследствии переиздавалась восемь раз. С 1 июля 1904 года М. И. Берлов — профессор прикладной механики.
В 1915 году после эвакуации политехнического института из Риги вместе с другими преподавателями переехал в Москву. В 1918 году решался вопрос о возможном переводе Рижского политехнического института в Иваново, но значительная часть преподавателей института не поддержала эту идею, и было принято решение о создании в Иваново-Вознесенске самостоятельного политехникума. Летом 1918 года М. Н. Берлов был включён в состав организационного комитета по созданию Иваново-Вознесенского политехнического института. 1 октября 1918 года он был избран ректором института. Одновременно был деканом инженерно-механического факультета (1918—1920), а затем инженерно-строительного (1920—1921).
В 1921 году вышло написанное им пособие «Болтовые и клиновые соединения». В этом же году, решив возвратиться в Латвию, Берлов покинул Россию. В Латвийском университете места ему не нашлось и он стал преподавать в русском техникуме Н. А. Около-Кулака.
Умер в Риге 6 февраля 1935 года; похоронен на Покровском кладбище. На момент кончины М. Н. Берлов был директором и членом правления АО «Первый частный ломбард» и товарищем председателя «Третьего Рижского общества взаимного кредита».

## Семья
Был женат на Вассе Фёдоровне Большаковой, которая родилась 1 сентября 1868 года в Тверской губернии. Их дети: Евгения (14.12.1890—?), Агрипина (20.06.1893—?), Дарья (21.03.1902—?), Николай (20.04.1904—?).